# Portrait d'Augustine Roulin
Le Portrait d'Augustine Roulin est un tableau de Vincent van Gogh (1853-1890) peint à Arles en novembre-décembre 1888. il est conservé à Winterthour, en Suisse, au musée Oskar Reinhart « Am Römerholz ». Cette huile sur toile mesure 55 × 65 cm.

## Histoire
Augustine Roulin  est née le 9 octobre 1851 à Lambesc (à soixante kilomètres à l'est d'Arles) et meurt le 5 avril 1930. Après que son mari  facteur a posé pour plusieurs portraits, c'est au tour d'Augustine de poser pour Van Gogh et Gauguin qui partagent tous les deux la Maison jaune d'Arles. Pendant les séances de pose, Mme Roulin ne quittait pas de vue Gauguin, parce que, selon sa fille, elle ne se sentait pas à l'aise en présence de Van Gogh.
Cette toile a été décrite par Jacob Baart de la Faille sous le numéro de catalogue 503.

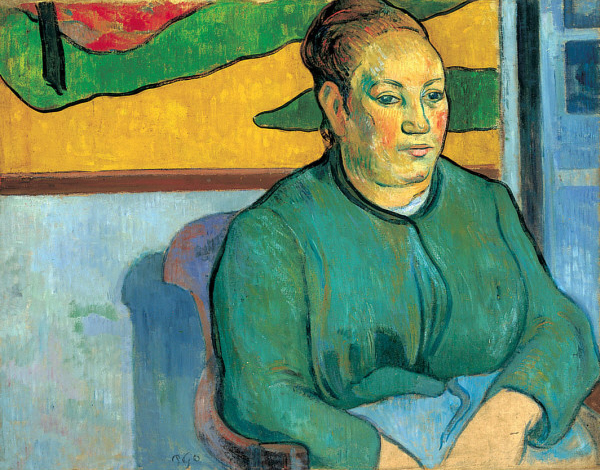
Paul Gauguin, Portrait de Madame Roulin

Vincent van Gogh a représenté Mme Roulin également dans La Berceuse (1888) en cinq versions, la première conservée au Kröller-Müller Museum d'Otterlo (F 504, décembre 1888), la deuxième au musée des beaux-arts de Boston (F 508, décembre 1888), la troisième au Metropolitan Museum of Art de New York (F 505, janvier 1889), la quatrième à l'Art Institute of Chicago (F 508, février 1889) et la cinquième au Stedelijk Museum d'Amsterdam (F 507, mars 1889). Il a fait aussi son portrait avec le bébé Marcelle en 1888, toile conservée au musée d'art de Philadelphie et variante au Metropolitan Museum of Art.